# بزچلو
بزچلو، روستایی از توابع بخش پیشخور شهرستان فامنین در استان همدان ایران است. این روستا قدمتی زیاد دارد اما بسیاری از ساکنان آن کوچ کرده اند و زیر سه خانوار باقی مانده

## جمعیت
این روستا در دهستان پیشخور قرار دارد و براساس سرشماری مرکز آمار ایران در سال ۱۳۸۵، جمعیت آن زیر سه خانوار بوده‌است.